# Herb gminy Bargłów Kościelny
Herb gminy Bargłów Kościelny – jeden z symboli gminy Bargłów Kościelny, ustanowiony 31 grudnia 1997.

## Wygląd i symbolika
Herb przedstawia na tarczy w polu niebieskim złotą krokiew zwieńczoną krzyżem, a pod nią złotego ptaka (bargieł, od którego pochodzi nazwa gminy), siedzącego na złotym kłosie zboża.